# Albrecht mladší ze Šternberka
Albrecht mladší ze Šternberka († kolem roku 1301) byl český šlechtic, který pocházel z moravské větve rodu Šternberků. 

## ŽIvot
Jeho otcem byl otcem byl Albrecht starší ze Šternberka, zakladatel moravské odnože Šternberků, jeho bratrem Zdeslav starší ze Šternberka.  
Poprvé se uvádí roku 1295 na listině olomouckého biskupství, kde jsou uvedeni se Zdeslavem jako bratři. Z listiny lze vyvodit, že jejich otec již nebyl naživu. Se svým bratrem vystupuje roku 1297 jako svědek na listině Protivy z Doubravice. Albrecht jako starší bratr byl majitelem hradu Šternberka a šternberského panství. Albrecht obdržel také některá biskupská léna. V letech 1296 a 1298 se uvádí jako olomoucký komorník. V Olomouci získal k doživotnímu užívání také dům kapitulního děkana.  
Albrecht se naposledy uvádí roku 1298. Podle Paprockého zemřel roku 1301. 
Albrechtovým nástupcem byl Diviš ze Šternberka, který byl patrně jeho synem, i když přímá zmínka o tom neexistuje. Vzhledem k tomu, že však převzal Albrechtovy majetky, zejména rodový hrad Šternberk, je tato záležitost vysoce pravděpodobná. 